# نوک‌مومی سینه‌نارنجی
نوک‌مومی سینه‌نارنجی (نام علمی: Amandava subflava) نام یک گونه از سرده احمدآبادی‌ها است.